# جيمس ماكديرموت
جيمس ماكديرموت (بالإنجليزية: James McDermott)‏ هو لاعب كرة قاعدة أمريكي، ولد في 1846 في بروكلين في الولايات المتحدة، وتوفي بنفس المكان في 4 سبتمبر 1882.

## وصلات خارجية
- جيمس ماكديرموت على موقعبيزبول رفرنس.كوم (الدوري الرئيسي) (الإنجليزية)